# Resolució 1656 del Consell de Seguretat de les Nacions Unides
La Resolució 1656 del Consell de Seguretat de les Nacions Unides fou adoptada per unanimitat el 31 de gener de 2006. Després de reafirmar totes les resolucions sobre Abkhàzia i Geòrgia, especialment la Resolució 1615 (2005), el Consell va prorrogar el mandat de la Missió d'Observació de les Nacions Unides a Geòrgia (UNOMIG) fins al 31 de març de 2006.
En el seu informe sobre la situació, el Secretari General, Kofi Annan, havia recomanat una pròrroga fins al 31 de juliol de 2006, encara que això no va ser aprovat pels membres del Consell, davant la insistència de Rússia.